# Ніклас, хлопчик із Фландрії
Ніклас, хлопчик із Фландрії (яп. フランダースの犬, Фуранда:су но Іну, укр. Фландрійський пес) — перша анімаційна адаптація однойменного роману Марії Луїзи де ла Рамі, яка писала під літературним псевдонімом Уіда і перший аніме-серіал у серії «Кінотеатр світових шедеврів». Створений у 1975 році й спродюсований студією Nippon Animation. У 1997 році вийшов однойменний повнометражний анімаційний фільм. Серіал транслювався українською мовою на телеканалі Малятко TV під назвою «Ніклас, хлопчик із Фландрії».

## Сюжет
Події відбуваються у Фландрії, неподалік від Антверпена. Десятирічний хлопчик Ніклас (Нелло в оригіналі) — сирота, який живе зі своїм дідусем. Разом вони заробляють на життя, продаючи молоко в місті. Одного разу хлопчик знаходить по дорозі пораненого пса, якого він виходжує і якому дає ім'я Патраш. З тих пір пес назавжди вірним Нікласу та допомагає йому возити молоко на возі. Також у Нікласа є найкраща подруга Анека (в оригіналі Алоїз), однак її батько, найбагатша людина в місті, проти їхньої дружби.
Ніклас володіє талантом до живопису, захоплюється картинами Рубенса і хотів би побачити роботи великого художника, виставлені в міській церкві, які можна подивитися лише за гроші, але хлопчик не може собі цього дозволити.
Одного разу на млині трапляється пожежа і жителі міста звинувачують у цьому Нікласа. Люди відвертаються від нього і ніхто більше не хоче давати їм молоко для продажу. Останньою надією Нікласа стає перемога на конкурсі малюнків в Антверпені.

## Українське двоголосе закадрове озвучення
Українською мовою мультсеріал озвучено на замовлення телеканалу Малятко TV у 2010 році. Ролі озвучували: Михайло Кришталь та Лідія Муращенко.